# Морејвија (Њујорк)
Морејвија (енгл. Moravia) град је у америчкој савезној држави Њујорк.

## Демографија
По попису из 2010. године број становника је 1.282, што је 81 (-5,9%) становника мање него 2000. године.
| Група             | 2000.         | 2010.         |
| Белци             | 1.336 (98,0%) | 1.250 (97,5%) |
| Афроамериканци    | 4 (0,3%)      | 7 (0,5%)      |
| Азијати           | 4 (0,3%)      | 0 (0,0%)      |
| Хиспаноамериканци | 5 (0,4%)      | 14 (1,1%)     |
| Укупно            | 1.363         | 1.282         |